# Enotre
Enotre (en grec antic Οίνωτρος), va ser segons la mitologia grega un dels cinquanta fills de Licàon i de Cil·lene.
No es va conformar amb la part que li havia correspost en el repartiment del Peloponès, i amb el seu germà Peuceci va emigrar cap a Itàlia. Quan van arribar, Peuceci va donar nom al poble dels peuquetis, i Enotre al dels enotris.
Una tradició que recull Varró explica que Enotre era un rei sabí, al que de vegades se'l fa germà del rei Ítal.